# Glucocorticoïden

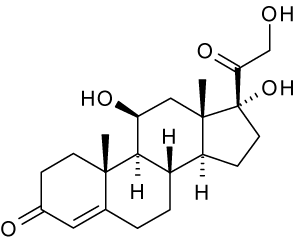
Chemische structuur van cortisol, een glucocorticoïde

Dexamethason bindt sterker aan de glucocorticoide receptor dan cortisol. Dexamethason is gebaseerd op de structuur van cortisol, er zijn drie verschillen: een extra dubbele band in de A-ring tussen C_{1} en C_{2}, de aanwezigheid van het 9-α-fluor-atoom en op positie 16 een α-methylsubstituent).

De glucocorticoïden vormen een groep steroïde-hormonen die door de bijnierschors worden geproduceerd. Zij danken hun naam aan het feit dat het corticosteroïden zijn met een effect op het metabolisme van glucose, niet aan de aanwezigheid van een glucose-residu in het molecuul.

## Werking
- Bevorderen de vorming van glucose
- Stresshormoon, in stresssituaties maakt het lichaam meer aan. Hiervan is ook stressdiabeet afgeleid;
- Invloed op de vetverdeling: armen en benen minder vet, romp en hoofd meer vet;
- Onderdrukken de afweer, na transplantatie bijvoorbeeld is de afweer minder door de voorgeschreven glucocorticoïden;
- Onderdrukken ontstekingen door inhibitie van activiteit van fosfolipase A2 (PLA2);
- Bevorderen de afbraak van eiwitten, want van eiwit kan glucose worden gemaakt. Bij iemand met een wond verloopt de wondgenezing trager.

| Naam                             | Glucocorticoïde potentie                  | Mineralocorticoïde potentie | werkingsduur (T1/2 in uur)  |
| Hydrocortison (cortisol)         | 1                                         | 1                           | 8                           |
| Cortison                         | 0,8                                       | 0,8                         | oraal 8, intramusculair 18+ |
| Prednison                        | 3,5-5                                     | 0,8                         | 16-36                       |
| Prednisolon                      | 4                                         | 0,8                         | 16-36                       |
| Methylprednisolon                | 5-7,5                                     | 0,5                         | 18-40                       |
| Dexamethason                     | 25-80                                     | 0                           | 36-54                       |
| Betamethason                     | 25-30                                     | 0                           | 36-54                       |
| Triamcinolon                     | 5                                         | 0                           | 12-36                       |
| Beclometason                     | 8 puffs 4 DD → 14 mg oraal prednison 1 DD | -                           | -                           |
| Fludrocortisonacetaat            | 15                                        | 200                         | 24                          |
| Deoxycorticosteronacetaat (DOCA) | 0                                         | 20                          | -                           |